# Сельское поселение «Село Сабуровщино»
Се́льское поселе́ние «Село Сабуровщино» — муниципальное образование в Бабынинском районе Калужской области Российской Федерации.
Административный центр — село Сабуровщино.

## История
Статус и границы сельского поселения установлены Законом Калужской области от 28 декабря 2004 года № 7-ОЗ «Об установлении границ муниципальных образований, расположенных на территории административно-территориальных единиц "Бабынинский район", "Боровский район", "Дзержинский район", "Жиздринский район", "Жуковский район", "Износковский район", "Козельский район", "Малоярославецкий район", "Мосальский район", "Ферзиковский район", "Хвастовичский район", "Город Калуга", "Город Обнинск", и наделении их статусом городского поселения, сельского поселения, городского округа, муниципального района».

## Население
| 2010 | 2012  | 2013  | 2014  | 2015  | 2016 | 2017 |
| ---- | ----- | ----- | ----- | ----- | ---- | ---- |
| 1214 | ↘1159 | ↘1102 | ↘1023 | ↘1003 | ↘963 | ↘956 |
| 2018 | 2019  | 2020  | 2021  |       |      |      |
| ↘939 | ↘912  | ↗923  | ↗1141 |       |      |      |

## Состав сельского поселения
| №  | Населённый пункт | Тип населённого пункта       | Население |
| -- | ---------------- | ---------------------------- | --------- |
| 1  | Акулово          | деревня                      | ↗2        |
| 2  | Безвель          | деревня                      | ↘9        |
| 3  | Васцы            | деревня                      | ↘2        |
| 4  | Вишенки          | деревня                      | ↘2        |
| 5  | Газопровод       | посёлок                      | ↘645      |
| 6  | Егорьево         | деревня                      | ↘15       |
| 7  | Ильино           | деревня                      | →2        |
| 8  | Каторгино        | деревня                      | ↘6        |
| 9  | Козино           | деревня                      | ↘14       |
| 10 | Колентеево       | деревня                      | ↘3        |
| 11 | Колтенки         | деревня                      | →0        |
| 12 | Надеино          | деревня                      | →7        |
| 13 | Настино          | деревня                      | →2        |
| 14 | Покров           | деревня                      | ↗37       |
| 15 | Сабуровщино      | село, административный центр | ↘406      |
| 16 | Сергиево         | село                         | ↘27       |
| 17 | Стрельня         | село                         | ↘14       |
| 18 | Шугурово         | деревня                      | ↗21       |